# Pfarrhaus (Gebsattel)

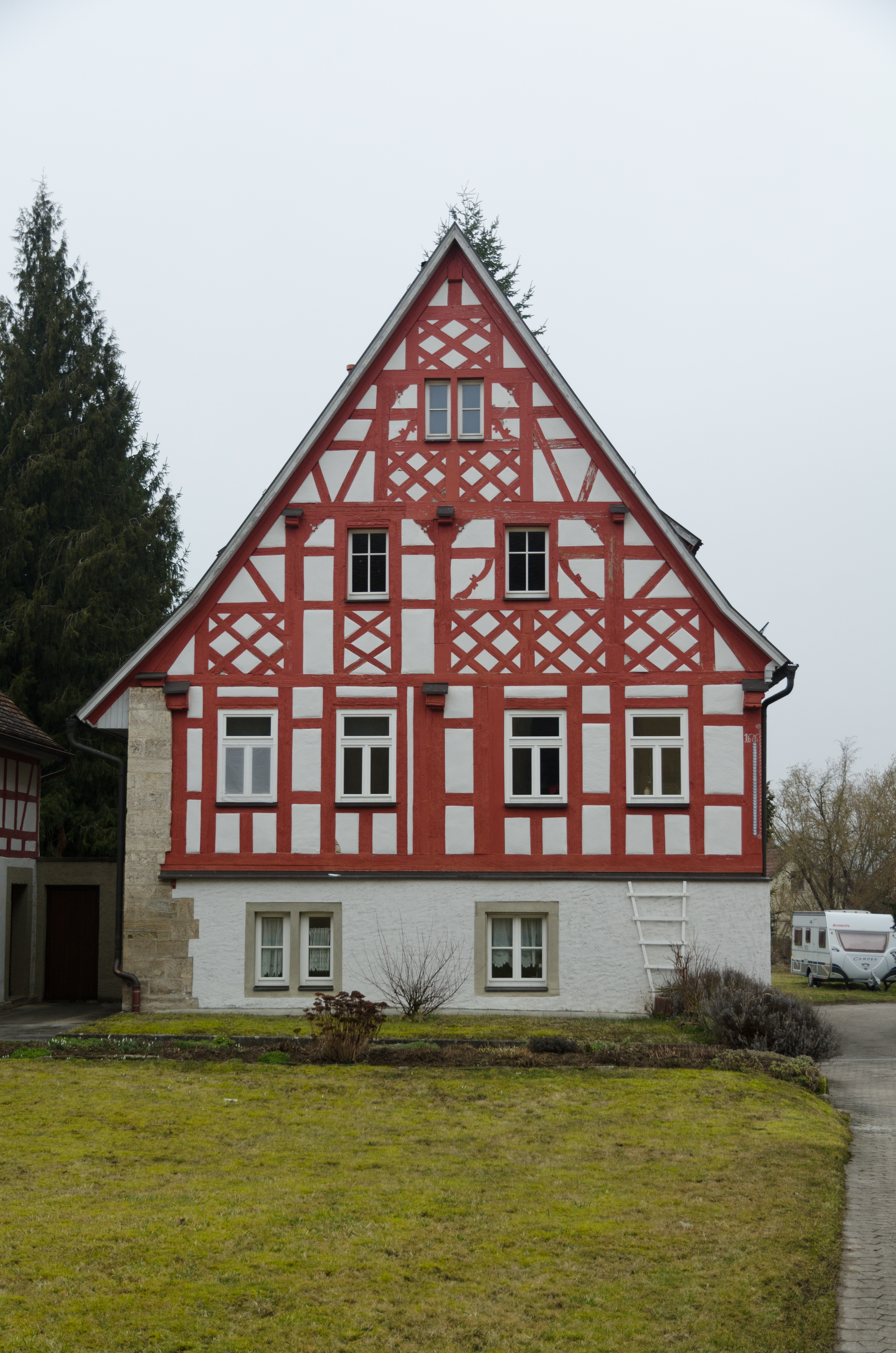
Ehemaliges Pfarrhaus in Gebsattel

Das katholische Pfarrhaus in Gebsattel, einer Gemeinde im mittelfränkischen Landkreis Ansbach in Bayern, wurde 1676 errichtet. Das ehemalige Pfarrhaus an der Rothenburger Straße 5 ist ein geschütztes Baudenkmal.
Der zweigeschossige Satteldachbau in Fachwerkbauweise über massivem Erdgeschoss wurde später massiv unterfangen und aufgemauert. Das Fachwerk weist nur am Giebel wenige Schmuckelemente wie Kreuze und Rechtecke auf. Das Obergeschoss kragt vor.